# Fantasy Ride
Fantasy Ride è il terzo album in studio della cantante R&B statunitense Ciara. La cantante ha registrato l'album dal gennaio al settembre del 2008. L'album è stato pubblicato il 3 maggio 2009 nel Regno Unito e il 5 maggio 2009 nel resto del mondo.

## Produzione
L'album inizialmente avrebbe dovuto essere pubblicato come un album triplo. Ogni CD avrebbe dovuto contenere 5 o 6 tracce, e, su ogni disco, doveva esserci un tema diverso. Il primo disco avrebbe dovuto essere intitolato, "Groove City" e contenuto brani simili a Promise. Il secondo, avrebbe dovuto essere chiamato, "Crunktown" e avrebbe compreso, come il primo singolo, brani di Ciara, di Goodies, ma anche brani contenuti in That's Right. Il terzo disco, "Kingdom of Dance", avrebbe infine contenuto delle up-tempo house e freestyle. Alla fine, invece, Fantasy Ride venne pubblicato in un solo CD, e, nella versione deluxe, in DVD. Fantasy Ride ha avuto un basso riscontro commerciale, vendendo a livello mondiale, a metà dell'agosto 2009, meno di 300 000 copie.

## Singoli
- "Go Girl" è il primo singolo estratto da Fantasy Ride. La canzone vede la partecipazione di T-Pain, sia nella produzione che nella canzone stessa, il cui video è stato premiato il 7 ottobre 2008, e definito come "il miglior video di Ciara". La canzone è giunta fino alla 26ª posizione nella classifica, Hot R&B/Hip-hop, debuttando alla 78ª posizione nella Billboard Hot 100, ma il week-end successivo venne eliminata dalla classifica.

Venne poi annunciato che "Go Girl" sarebbe stato solo un "warm-up single", per mostrare in anticipo i nuovi stili della ragazza, e che "Never Ever", come primo singolo ufficiale, verrà pubblicato il 19 gennaio 2009. Alla canzone partecipa, Young Jeezy, con gli stessi produttori della sua passata hit, Promise.
- "Never Ever", è il primo singolo ufficiale prodotto da Polow da Don e co-scritto sia da Ciara che da Elvis "BlacElvis" Williams. La canzone, che vede anche la partecipazione di Young Jeezy, venne trasmessa per la prima volta alla radio il 19 gennaio 2009, in preparazione della pubblicazione dell'album di aprile. Il video musicale venne diretto da Chris Robinson, e la première mandata in onda dal canale televisivo BET, nel corso del programma Access Granted, del 30 gennaio 2009.[1] La canzone ha raggiunto la 72° e massima posizione nella classifica Billboard Hot 100, ed ha attualmente raggiunto la 14° e massima posizione nella classifica Billboard Hot R&B/Hip-Hop Songs. L'esordio mondiale venne cancellato a causa delle poche vendite statunitensi.
- "Love Sex Magic" è il 2° singolo negli Stati Uniti, primo nel resto del mondo, estratto dall'album. La canzone vede la partecipazione di Justin Timberlake, che ha anche co-scritto e co-prodotto la traccia, insieme al nuovo team, The Y's. La canzone venne trasmessa nelle radio statunitensi il 3 marzo 2009.[2] Il video musicale venne girato a New York, il 20 febbraio 2009 dalla regista Diane Martel. Il singolo è uno dei più importanti della sua carriera, e ha raggiunto la 10ª posizione Billboard Hot 100, la 1ª posizione in Australia, Canada, Irlanda e la 5ª posizione nel Regno Unito.[3]
- "Work" venne confermato come 4° singolo negli Stati Uniti, e 2° nel resto del mondo, vantando la partecipazione di Missy Elliott, amica e collaboratrice di vecchia data di Ciara. Il suo lancio è stato confermato da Ciara, sul suo sito web[4]. La regista Melina dirigerà il video della canzone.[5]
- Ciara ha dichiarato che il 3°singolo nel mondo sarà "Like a Surgeon", ma in America sarà il 3°.[4] Melina dirigerà il video, anche per questa canzone.

## Tour
È stato confermato nel mese di marzo 2009 che Ciara aprirà ufficialmente i concerti di Britney Spears nelle tappe europee del suo tour, The Circus: Starring Britney Spears, per supportare la promozione di Fantasy Ride. Ciara apparirà dal 3 al 7 giugno 2009 e ancora dal 10 al 14 giugno 2009, a Londra nella Arena O2. Ciara inoltre si esibirà alla M.E.N. Arena a Manchester il 17 giugno 2009. È stato inoltre riferito che dopo il tour, The Circus: Starring Britney Spears, Ciara inizierà un suo tour mondiale per promuovere l'album.

## Tracce
| #   | Titolo                    | Crediti di Produzione e Composizione                                                                          | Partecipazione    | Durata |
| --- | ------------------------- | --- | ----------------- | ------ |
| 1.  | Ciara to the Stage        | Tricky Stewart, Brandon "Blade" Bowles, Rodney Richard, Jasper Cameron, Ciara Harris                          |                   | 3:45   |
| 2.  | Love Sex Magic            | The Y's (M. Elizondo, J. Fauntleroy, R. Tadross, J. Timberlake)                                               | Justin Timberlake | 3:40   |
| 3.  | High Price                | Tricky Stewart, Terius "The-Dream" Nash, Chris "Ludacris" Bridges, Kuk Harrell                                | Ludacris          | 4:02   |
| 4.  | Turntables                | Nate "Danja" Hills, Marcella "Ms. Lago" Araica, C. Brown, C. Harris, N. Washington, Candice Nelson, Jim Beanz | Chris Brown       | 4:31   |
| 5.  | Like a Surgeon            | Tricky Stewart, The-Dream, Kuk Harrell                                                                        |                   | 4:27   |
| 6.  | Never Ever                | Jamal "Polow da Don" Jones, C. Harris, Esther Dean, Elvis Williams, K. Gamble, J. Jenkins, L. Huff            | Young Jeezy       | 4:32   |
| 7.  | Lover's Thing             | Carlos "Los da Mystro" McKinney, The-Dream, Kuk Harrell                                                       | The-Dream         | 3:27   |
| 8.  | Work                      | Danja, M. Araica, C. Harris, M. Elliott                                                                       | Missy Elliott     | 4:05   |
| 9.  | Pucker Up                 | Rodney "Darkchild" Jerkins, Kaleena Harper, Osinachi Nwaneri                                                  |                   | 3:52   |
| 10. | G Is for Girl (A-Z)       | The Y's (M. Elizondo, J. Fauntleroy, R. Tadross, J. Timberlake), C. Harris                                    |                   | 3:37   |
| 11. | Keep Dancin' On Me        | Tricky Stewart, The-Dream, Kuk Harrell                                                                        |                   | 3:33   |
| 12. | Tell Me What Your Name Is | Luke "Dr. Luke" Gottwald, Benjamin "Benny Blanco" Leven, R. Jackson                                           |                   | 3:38   |
| 13. | I Don't Remember          | L. Taylor, Shaffer "Ne-Yo" Smith, Polow da Don, C. Harris, D. Dalton                                          |                   | 3:47   |

### Bonus Tracks
| #   | Titolo                                                                          | Crediti di Produzione e Composizione                          | Partecipazione    | Durata |
| --- | ------------------------------------------------------------------------------- | ------------------------------------------------------------- | ----------------- | ------ |
| 14. | "Echo" (bonus track)                                                            | Danja, D. Dalton, M. Aracia, Patrick "J Que" Smith, C. Harris |                   | 3:38   |
| 15. | "I'm On" (bonus track)                                                          | A.J. Birchett, A.D. Birchett, C. Harris                       | T-Pain            | 3:38   |
| 16. | "Go Girl" (Japan bonus track)                                                   | Faheem "T-Pain" Najm, David Balfour, J. Cameron, C. Harris    | T-Pain            | 4:30   |
| 17. | "Never Ever" (Mike D Radio Mix) (UK, Australia & Japan bonus track)             | DJ Mike, E. Williams, J. Jones                                | Young Jeezy       | 4:03   |
| 18. | "Fit of Love" (Dutch & Italian iTunes Deluxe Edition bonus track)               | Reginald "Syience" Perry, Tawanna "Frankie Storm" Dabney      |                   | 3:18   |
| 19. | "Love Sex Magic" (Electric Bounce Radio Mix) (Japan Deluxe Edition bonus track) | Jason Nevins, The Y's                                         | Justin Timberlake | 3:12   |
| 20. | "When I" (iTunes Pre-order bonus track, selected releases only)                 | Dreshan "Champ Champ" Smith, Stacy "Stacelette" Barthe        |                   | 4:04   |

### Limited Deluxe Edition
Including all Standard Edition tracks:
1. "Echo" (Danja, M. Araica, C. Harris, The Clutch) - 3:38
2. "I'm On" (A.J. Birchett, A.D. Birchett, C. Harris)[8] - 3:56
3. DVD with exclusive video content.

## Charts
| Chart (2009)                          | Massima posizione |
| ------------------------------------- | ----------------- |
| ARIA Top 50 Albums Chart              | 45                |
| Belgian Ultratop 50 Chart (Flanders)  | 23                |
| Belgian Ultratop 40 Chart (Wallonia)  | 51                |
| Canadian Albums Chart                 | 22                |
| European Top 100 Albums               | 20                |
| French Albums Chart                   | 34                |
| Irish Albums Chart                    | 10                |
| Italian Albums Chart                  | 69                |
| Swiss Albums Chart                    | 13                |
| Official Albums Chart                 | 9                 |
| UK R&B Album Chart                    | 2                 |
| U.S. Billboard 200                    | 3                 |
| U.S. Billboard Top R&B/Hip-Hop Albums | 2                 |

## Pubblicazione
| Nazione               | Edizione                                          | Data         | Etichetta         |
| --------------------- | ------------------------------------------------- | ------------ | ----------------- |
| Regno Unito           | Standard (download + bonus tracks)                | May 3, 2009  | Jive, RCA         |
| Regno Unito           | Standard (Single disc + bonus track)              | May 4, 2009  | Jive, RCA         |
| Regno Unito           | Extended (CD + DVD content)                       | May 5, 2009  | Jive, RCA         |
| Stati Uniti d'America | Standard (single disc) Limited (CD + DVD content) | May 5, 2009  | La Face, Zomba    |
| Worldwide             | Standard (single disc) Limited (CD + DVD content) | May 8, 2009  | La Face, Zomba    |
| Giappone              | Standard (single disc)                            | May 13, 2009 | Sony Music Japan  |
| Giappone              | Limited (CD + DVD content)                        | May 27, 2009 | Sony Music Japan  |
| Germania              | Standard (single disc) Limited (CD + DVD content) | June 5, 2009 | Zomba, Sony Music |